# Раздахан
Раздахан, ранее Мосабрун (осет. Раздæхæн, груз. მოსაბრუნი — Мосабруни) — село в Закавказье, расположено в Ленингорском районе Южной Осетии, фактически контролирующей село; согласно юрисдикции Грузии — в Ахалгорском муниципалитете.

## География
Село находится к югу от райцентра Ленингори (Ахалгори) недалеко от границы с собственно Грузией.

## Население
Село населено этническими грузинами и осетинами. По данным 1959 года в селе жило 200 жителей — в основном грузины. По данным переписи 2002 года (проведённой властями Грузии, контролировавшей восточную часть Ленингорского/Ахалгорского района на момент проведения переписи), в селе жил 281 житель, из которых грузины составили 51 % (более 140 человек), осетины — 48 % (около 135 человек).

## История
В период южноосетинского конфликта в 1992—2008 гг. село входило в состав восточной части Ленингорского района, находившейся в зоне контроля Грузии. После войны в августе 2008 года село перешло под контроль властей РЮО: 27 августа 2008 года в районе села был выставлен дополнительный российский военно-пограничный (миротворческий) пост во избежания очередного проникновения грузинских полицейских, предпринятого последними накануне.

## Пункт пропуска через границу
На 2016 год в Раздахане действует одно из четырёх мест пересечения грузино-южноосетинской границы, но пропускает только местных жителей, состоящих в специальном списке. Граждане третьих стран через границу не пропускаются.

## Топографические карты
- Лист карты K-38-65 Ленингори. Масштаб: 1 : 100 000. Издание 1979 г.